# 七莘路駅
座標: 北緯31度8分2.7秒 東経121度21分30.4秒 / 北緯31.134083度 東経121.358444度
七莘路駅（しちしんろえき）は、中華人民共和国上海市閔行区莘荘鎮に位置する上海地下鉄12号線の駅。

## 駅構造
- 島式ホーム1面2線の地下駅。ホームドア設置。

## 歴史
- 2015年12月19日 - 12号線開業。

## 隣の駅
上海地下鉄
■12号線
七莘路駅 - 虹莘路駅